# Руммо, Олег Васильевич
Олег Васильевич Руммо (бел. Алег Васілевіч Румо; 21 апреля 1941, дер. Талица, Слуцкий район, Минская область, Белорусская ССР, СССР) — белорусский политический деятель, врач. Почётный гражданин города Слуцка (2016).

## Биография
Родился 21 апреля 1941 года в деревне Талица, Минская область. Отец, Василий Тимофеевич, родился в 1909 году в деревне Мостычино (Сенненский район, Витебская область) в многодетной семье. Папа работал директором Консервного завода в городе Слуцке. Мама, Ольга Николаевна Балванович, по образованию фельдшер, родилась в деревне Талица. Пара сыграла свадьбу в 1939 году.
Во времена Второй мировой войны отца направили заведующим отделом пропаганды Клецкого районного комитета партии. Мама, будучи фельдшером, получила должность заведующего одной из клецких больниц. С началом Великой Отечественной войны отца призвали на фронт. За военные заслуги был награждён двумя ордена Отечественной войны и орденом Красной Звезды. В тот момент мама, уже беременная Олегом, вернулась в деревню Талица.
После Победы семье удалось связаться с отцом. К тому моменту он служил где-то в Румынии. В 1947 году в семье родился сын, которого они позже назвали Владимиром. После воссоединения семья переехала жить в Слуцк.
В 1948 году пошёл в десятую школу, где проучился несколько месяцев. После восстановления первой школы был переведен туда, где впоследствии получил среднее образование. В 1958 году окончил школу с золотой медалью, после чего поступил в Минский медицинский институт. На четвёртом курсе института познакомился со своей будущей женой, Валентиной Михайловной Драко. В 1963 году пара поженилась.
В 1964 году Олег Руммо окончил Минский медицинский институт. Юный врач получил направление во врачебную амбулаторию деревни Ленино (Слуцкий район). Однако в той деревне жила и работала жена с двумя детьми одного из однокурсников Руммо. Он уступил свое место товарищу и был направлен в Столбцовский район Минской области. Молодой Олег Руммо на новом месте работы продержался недолго, после чего главный врач больницы отправил его в Минск. Там, в Минском областном здравоохранительном отделе сразу же поступила масса разных предложений трудоустройства. Олег Васильевич был отправлен во врачебную амбулаторию деревни Пасека (ныне — Стародорожский район).
Спустя полугода работы в деревне Пасека был отправлен на 5-месячные курсы по онкологии. В 1965 году у пары родилась дочка Алла. Окончив обучение, Олег Васильевич вернулся в Слуцк и продолжил работу онкологом в Слуцкой больнице. В 1968 году Олег Васильевич начал параллельно работать хирургом, закончив 4-месячные курсы по этой специальности. В 1976 году был назначен на должность заместителя главного врача района. К концу своей карьеры он прооперировал более 6 тысяч пациентов.
В 1970 году жена родила супругу сына Олега. Сын пошёл по стопам отца и окончил Минский медицинский институт. В будущем он стал доктором медицинских наук и заслуженным врачом Республики Беларусь.
В 1995 году состоялись парламентские выборы 1995 года в которых Олег Васильевич решил принять участие. Избираться решил по Молодёжному избирательному округу № 206. Его соперниками стали 8 человек из разных сфер жизни. После первого тура, который прошёл 14 мая, «отсеялись» 6 кандидатов, и во второй круг, помимо Олега Васильевича, прошёл Сергей Дмитриевич Станкевич, который по сей день работает директором и главным редактором газеты «Инфо-Курьер». По итогам второго тура Олег Руммо был избран депутатом Верховного Совета Республики Беларусь 13-го созыва.
Однако по итогам референдума 1996 года Верховный Совет был упразднён. Его заменило двухпалатное Национальное собрание Республики Беларусь. Олег Руммо отказался подписывать импичмент президенту Республики Беларусь Александру Лукашенко и начал работать в Палате представителей. Заместитель председателя комиссии по охране здоровья, физической культуре, делам семьи и молодёжи.
После окончания депутатских полномочий продолжил работать по специальности. В 2010 году вышел на пенсию.